# Несо, Маннбьёрн
Маннбьёрн Несо́ (фар. Mannbjørn Nesá; род. 25 мая 1979 года в Тофтире, Фарерские острова) — бывший фарерский футболист, защитник, выступавший за клуб «Б68».

## Биография
Маннбьёрн — воспитанник тофтирского «Б68». В 1994 и 1996 годах он представлял Фарерские острова на юношеском уровне, отыграв в сумме 7 встреч. За свой клуб защитник дебютировал 16 мая 1996 года в кубковом поединке против «ГИ». Через 3 дня Маннбьёрн провёл первую игру в чемпионате Фарерских островов, это была встреча с клубом «ВБ». 13 июля того же года защитник дебютировал в еврокубках, заменив Яна Петерсена на 81-й минуте матча Кубка Интертото против немецкого «Вердера». Неделю спустя он принял участие в следующем поединке турнира со шведским «Юргорденом». Всего в своём дебютном сезоне на взрослом уровне защитник сыграл в 10 матчах первенства архипелага, 1 кубковой игре и 2 еврокубковых встречах.
Сезон-1997 Маннбьёрн начинал в качестве основного центрального защитника тофтирцев, отыграв 7 матчей кубка архипелага и 6 встреч в чемпионате. После разгромного поражения от столичного «ХБ» он уступил место в составе Сигнару Йоханнесену. В 1998—1999 годах защитник вышел на поле всего в 4 матчах чемпионата Фарерских островов, в основном выступая за дублирующий состав клуба. Возглавивший «Б68» в 2000 году Йоуаннес Якобсен вернул Маннбьёрна в состав. Защитник провёл 11 матчей в чемпионате, но не оправдал ожиданий тренера и в следующем сезоне был переведён в дублирующий состав на постоянной основе. В 2002—2003 годах он снова привлекался к матчам первой команды, в сумме отыграв 7 встреч. Маннбьёрн выступал за «Б68 II» до окончания сезона-2005, а затем завершил карьеру.
Маннбьёрн женат на Луйв Несо, в 2012 году у пары родилась дочь. Его отец Тормоу — бывший футболист. Дядя Кьяртан и двоюродный брат Мадс также были футболистами. Все они выступали исключительно за «Б68».